# 古代吉備国を語る会
古代吉備国を語る会（こだいきびこくをかたるかい）は、吉備地方の原始・古代史の実態を、現地の遺跡と遺物からの再検証に取り組む団体。地域住民や市民と在地の遺跡に触れ、古代の吉備史を考え語るスタイルで活動している。会長は出宮徳尚。

## 概略
同会は吉備地方史研究会の推進者であった長光徳和の提唱により、岡山在住の郷土史家や考古学研究者、文化財関係者の賛同者が参集し、1969年2月に創立された。以来、2009年末までに遺跡の現地検証の例会は241回を数え、夏季特別講演会は24回開催している。特別例会では、京都や出雲を訪れるなど古代吉備の範囲にとどまらない活動を行っている。参加者は、地域の歴史に関心を持つ年配層が中心だが、歴史を学ぶ学生など各世代にわたる。会員数は約300人。会長の出宮は、現在就実大学人文科学部の非常勤講師や、岡山城展示物運用委員を務める一方でこの会の会長のほかに宇喜田家史談会や熊山遺跡調査研究会の役員として活動している。

## 講演会（夏季特別講演会）
1998年の講演会では創立30年を記念し岡山市の友好市である洛陽市から研究者を講師として招き、以降は毎年洛陽市から講師を招請している。